# Jun (koreai név)
A Jun (Yun) (egyéb latin betűs átírásokban Yoon, Yune vagy Youn) a nyolcadik leggyakoribb koreai vezetéknév, 2000-ben mintegy 948 600 dél-koreai viselte, 2015-ben pedig 1 020 547.

## Klánok
A 2000-es népszámlálási adatok szerint 47 klán viseli ezt a vezetéknevet. Közülük a legnagyobb a Phadzsu (Paju) székhelyű phaphjong (papyeong)i Jun (Yun) klán (파평윤씨), 713 947 fővel. Ez a klán Jun Sindal (Yun Sin-dal) tábornokra vezeti vissza az eredetét, aki Thedzso (Taejo) királynak segített megalapítani a Korjo (Goryeo) királyságot. A klánhoz számos neves történelmi személyiség tartozik, például Jun Gvan (Yun Gwan) tábornok, vagy éppen számos királyné is, köztük Mundzsong (Munjeong) királyné és Csanggjong (Janggyeong) királyné.
A második legnagyobb klán a Kumi (Gumi) székhelyű hephjong (haepyeong)i Jun (Yun) klán (해평윤씨), 26 000 taggal. Jun (Yun) császárné, Szundzsong (Sunjeong) császár felesége az egyik legismertebb tagja volt a klánnak.

## HíresJun(Yun)ok
- Jean Yoon, kanadai-koreai színésznő
- Jun Bitkaram (Yun Bit-garam), labdarúgó
- Jun Bora (Yun Bo-ra), énekesnő
- Jun Boszon (Yun Boseon), Dél-Korea második elnöke
- Jun Dongdzsu (Yun Dong-ju), költő
- Jun Dudzsun (Yun Du-jun), énekes
- Jun Gjeszang (Yun Gye-sang), színész
- Jun Gvan (Yun Gvan), Korjo (Goryeo)-kori tábornok
- Jun Mire (Yun Mi-rae), énekesnő
- Jun Sijun (Yun Si-yun), színész
- Jun Szanghjon (Yun Sang-hyeon), színész
- Jun Szogjong (Yun Seogyeong), labdarúgó
- Jun Unhje (Yun Eun-hye), színésznő
- Karl Yune, koreai-amerikai színész
- Rick Yune, koreai-amerikai színész